# 6 км (роз'їзд, Донецька залізниця)
6 кіломе́тр — залізничний роз'їзд Лиманської дирекції Донецької залізниці на лінії Ясинувата-Пасажирська — Ларине між станціями Ясинувата (4 км) та Кальміус (2 км). Розташований у Кіровському районі міста Макіївки Донецької області.

## Пасажирське сполучення
Через військову агресію Росії на сході України транспортне сполучення припинене.